# 林口長庚紀念醫院
林口長庚紀念醫院，通稱林口長庚醫院、林口長庚，是位於臺灣桃園市龜山區的醫學中心評級醫院，成立於1978年12月1日，因位於林口新市鎮而得名，由長庚醫療財團法人設立及經營。其為臺灣最大醫院（以單一院區計），病床數約3千7百床、醫事人員總數逾9千人；至2019年底為止，亦是全世界床位數第二多的醫院，僅次於鄭州大學第一附屬醫院。院區鄰近中山高速公路林口交流道、以及桃園機場捷運長庚醫院站，聯外交通便捷。

## 沿革

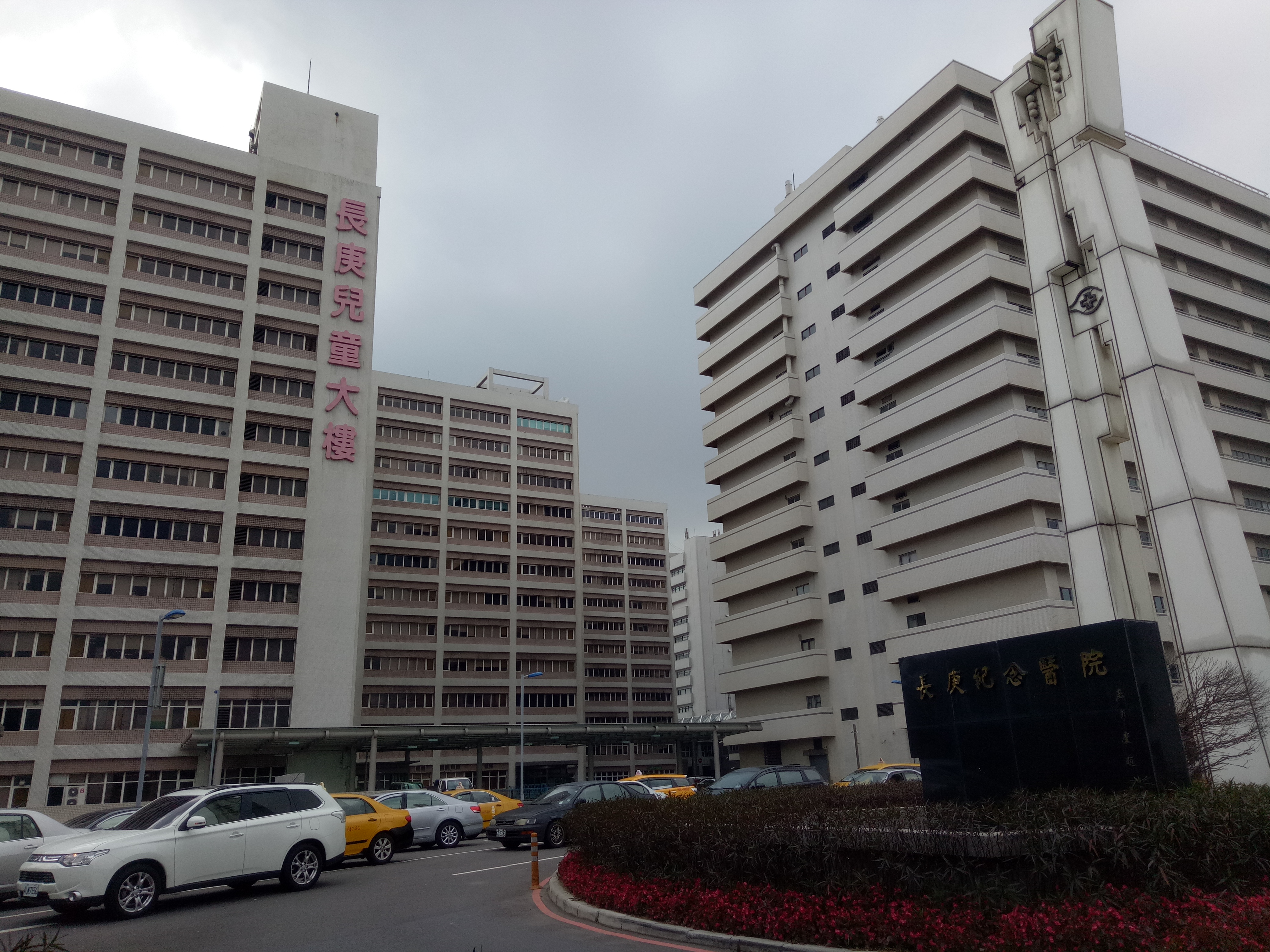
林口長庚紀念醫院

- 1978年12月1日，林口長庚紀念醫院開幕，為当时亞洲規模最大的私立醫院。
- 1979年8月1日，開辦勞保醫療業務。
- 1984年3月23日，陳肇隆醫師完成亞洲首例成功的肝臟移植手術。
- 1986年12月16日，復健大樓落成。
- 1987年6月6日，開辦公保醫療業務。
- 1993年4月4日，林口兒童醫院開幕。
- 1996年7月1日，成立中醫部。
- 1997年9月11日，林口兒童醫院獨立。
- 2008年10月15日，創辦人王永慶董事長於美國紐澤西州逝世。
- 2010年4月12日，榮獲第20屆國家品質獎機關團體獎。
- 2011年1月11日，成立永慶尖端醫療園區（質子暨放射治療中心）。
- 2019年5月23日，永慶尖端醫療園區研究大樓啟用。
- 2020年6月24日，綜合大樓（行政區暨醫護宿舍）啟用[3]。
- 2022年12月1日，桃園長庚轉運站啟用[4]。
- 2023年10月17日，長庚國際會議中心啟用[5]。
- 2024年，新建醫療大樓開工，預計2029年完工啟用，地上16層、地下3層，預定新增870床病床與72間手術室[6]。

## 逸事
王永慶曾表示：「民國六十七年，長庚紀念醫院林口醫學中心開幕前夕，當時的行政院院長蔣經國先生前來參觀，對於各項先進的軟硬體設施倍感震撼，也讓他感受到長庚紀念醫院的強大競爭壓力，所以回去以後不久，前後各撥出上百億資金，分別補助台大醫院和榮民總醫院，供其大舉擴充設備」。

## 外部連結
- 官方网站
- 林口長庚紀念醫院 （页面存档备份，存于）
- 長庚紀念醫院國際醫療中心 （页面存档备份，存于）
- Chang Gung Memorial Hospital - International Medical Center的Facebook專頁
- YouTube上的Chang Gung Memorial Hospital - International Medical Center頻道
- 林口长庚医院的自频道-优酷视频 （页面存档备份，存于）
- 林口长庚医院_官方微博的新浪微博